# Gnophos macguffini
Gnophos macguffini là một loài bướm đêm trong họ Geometridae.